# 灰康吉鳗
灰康吉鳗（学名：Conger cinereus），又名灰糯鰻、白鰻，为輻鰭魚綱鰻鱺目糯鰻亞目糯鰻科的其中一個種。

## 分布
本魚分布于印度太平洋區，包括红海、东非、模里西斯、葛摩、馬爾地夫、阿曼、留尼旺、斯里蘭卡、印度、巴基斯坦、聖誕島、日本、中國、台灣、越南、印尼、菲律賓、斐濟、密克羅尼西亞、諾魯、豪勳爵島、馬紹爾群島、東加、吐瓦魯、夏威夷群島、薩摩亞群島、澳洲、紐西蘭、新喀里多尼亞、法屬玻里尼西亞、復活節島等海域。

## 深度
水深1至80公尺。

## 特徵
本魚體延長呈管狀，尾部側扁漸細，口大，具利齒。魚體背部為暗褐色或銀灰色，腹部白色，胸鰭黑色，背鰭長，背鰭起點在胸鰭中央，背鰭與臀鰭邊緣為黑色。脊椎骨139至146枚，體長可達130公分。

## 生態
本魚屬底棲性魚類，生活在潟湖、海草床或礁坡通常獨居，生性兇猛，成熟個體中雌魚的體型較雄魚大。肉食性，以小魚及蝦、蟹為主。有季節性洄游的習性，繁殖期約在4至8月，產浮游卵。

## 經濟利用
可食用魚，多以拖網捕獲，另可做觀賞魚。